# 第一次シク戦争
第一次シク戦争（だいいちじシクせんそう、英語：First Anglo-Sikh War）は、パンジャーブ地方など北西インドにおいて、イギリス東インド会社とシク王国との間に勃発した戦争（1845年 - 1846年）。

## 開戦に至る経緯

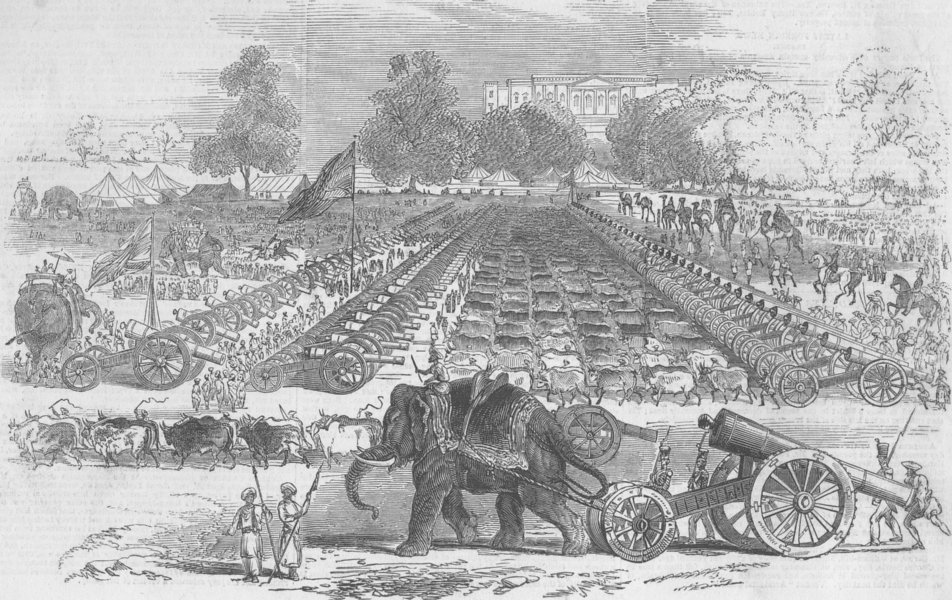
シク王国の砲兵隊

19世紀前半、シク王国の創始者ランジート・シングはパンジャーブを越え、北西インド一帯にまたがる広大な領土を獲得した。シク王国はイギリスの支配を排し、その領土通過を許さず、19世紀において、イギリスとの第三次マラーター戦争でマラーター同盟が滅亡したのちも、王国はインドで唯一の独立国としての地位を保持した。
1839年6月27日、ランジート・シングが首都ラホールで死亡した。彼の死後、王国は政治不安に陥り、深刻な後継者争いに陥り、数多くの支配者らが死亡した。
こうして、1843年9月21日にランジート・シングの末の息子ドゥリープ・シングに王位が渡ったが、まだ5歳の少年であった。一連の内乱で台頭したカールサーと呼ばれると強力な軍団が政権を握った。彼らは愛国的で勇敢であったが、全く統制のとれていない軍隊であった。
また一方で、イギリスはイラン方面からのロシアの脅威に備え（グレート・ゲームを参照）、1838年にアフガン戦争を起こし、これにはシク王国も味方したが、1842年1月に大敗を喫していた。そのため、イギリスはアフガニスタン側の領土を欲し、1832年以降から介入していたシンド地方を、1839年の領土を保証するというシンドのアミールらとの条約にもかかわらず、1843年に併合していた。
分裂状態にあるシク王国もその例外ではなく、イギリスは1809年にランジート・シングと結んだ不可侵条約アムリトサル条約が忠実に守られていたにもかかわらず、その領土を狙うようになった。
1845年秋、イギリスがボンベイから開架用のボートをサトレジ川岸のフィールーズプルへと送った、という噂が流れた。補強部隊のための兵舎が前線基地に設置されるとともに、増強のための連隊がパンジャーブに派遣されると、好戦的なカールサーらはイギリスの侵略を意図して対抗策に出た。ただ、シク領主らがすでに裏切ってイギリスと内通していることは知る由もなかった。

## 戦争

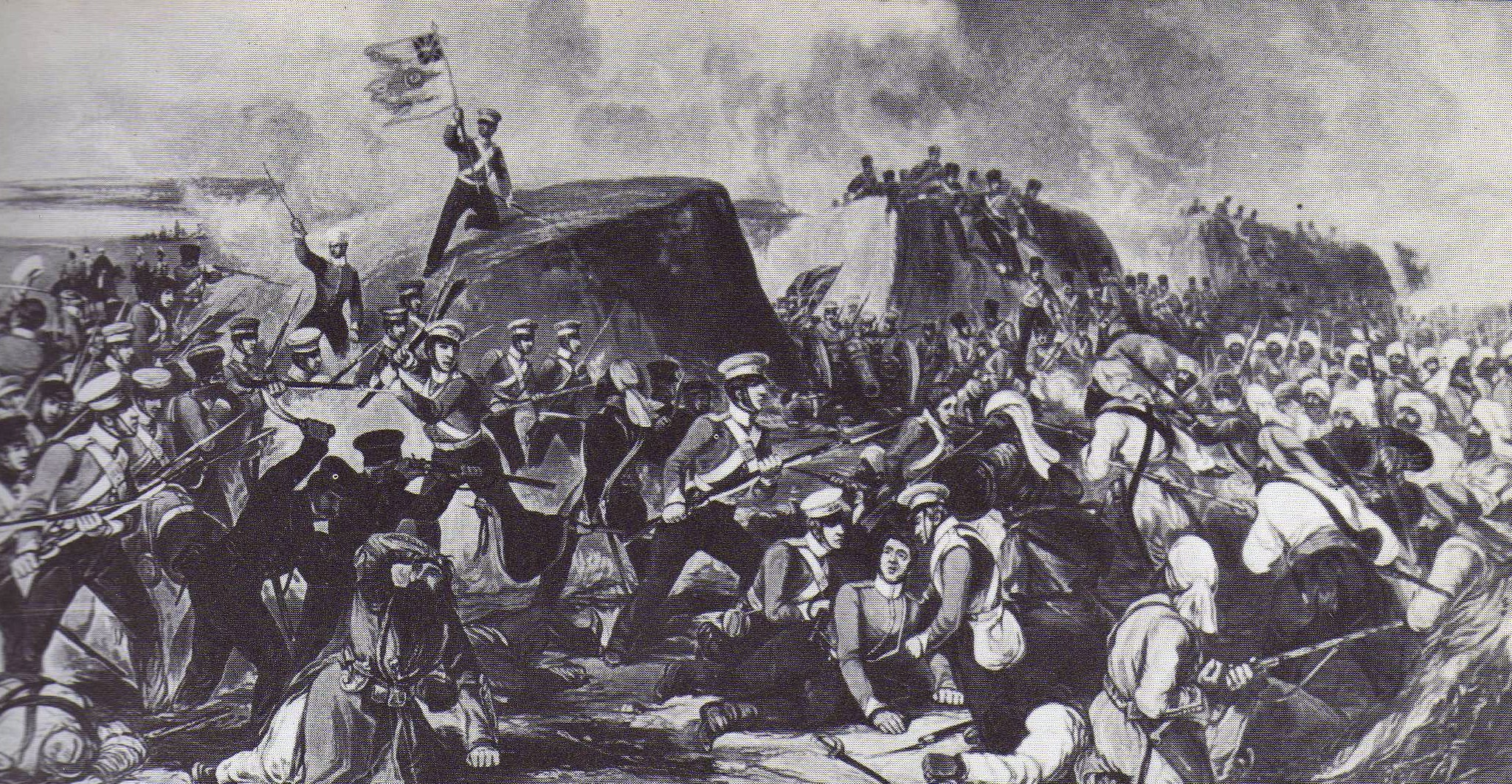
ソブラーオーンの戦い

1845年12月、インド総督ヘンリー・ハーディングがフィールーズプルへ向けて進軍中であると伝わると、シク王国側は攻撃を決め、同月13日に両軍はそれぞれ宣戦布告した。シク王国側は国家の危機に際し、シク教徒、ムスリム、ヒンドゥー教徒が団結したが、指導者であるシク領主のなかにはすでにイギリスに付いたものもいた。
同年12月18日、シク王国軍はイギリス軍とムドキーで開戦し、イギリス軍に大きな打撃を被らせたが敗北した（ムドキーの戦い）。
12月21日から22日にかけて、シク王国軍はフィールーズシャーでイギリス軍と戦い、激戦の末に敗れた（フィールーズシャーの戦い）。また、この戦いで軍を率いていた宰相のラール・シングと軍総司令官のテージ・シングは敗北を見て、これ以降秘密裏にイギリスに通じることとなった。
1846年1月28日、シク王国軍はアリーワールでイギリス軍と戦ったが、またしても敗れ、イギリス側の有利へと傾いた（アリーワールの戦い）。
同年2月28日、シク王国軍はソブラーオーンでイギリス軍に大敗を喫し、10,000人の犠牲者を出すという壊滅的な打撃をうけ、戦闘不能となった（ソブラーオーンの戦い）。
2月13日、イギリス軍が王国の首都ラホールへと48キロの地点にまで近づいたため、シク側は交渉を開始し、同年3月9日にラホール条約の締結に至った。

## 戦後
ラホール条約より講和が成立し、首都ラホールにはイギリスの駐在官と軍隊が置かれ、王国はジャンムー、カシミール、ジャーランダル・ドアーブなど多くの領土の割譲を余儀なくされた。また、王国の軍隊も歩兵20,000と騎兵12,000に縮小を余儀なくされ、ラホールにはイギリス軍が配備された。
またこのとき、戦争でイギリス側に協力したジャンムーの領主グラーブ・シングは500万ルピーの支払いの見返りとして、カシミールを割譲された。これにより、ジャンムー・カシミール藩王国が成立した。
同年12月16日には別の条約の締結を余儀なくされ、イギリスの駐在官は王国においてあらゆる権限を行使できるようになった。また、イギリスは自らの判断によって、王国の各地に駐屯地を置くことが認められた。
しかし、これらの植民地支配による各種の改革が王国に導入されると、人々の不満が高まり、1848年4月に人々の不満が爆発して反乱が起こった（第二次シク戦争）。